# ハドリー・リチャードソン
エリザベス・ハドリー・リチャードソン（Elizabeth Hadley Richardson、1891年11月9日 - 1979年1月22日）は、アメリカ合衆国の作家アーネスト・ヘミングウェイの最初の妻である。1921年に、出会って1年足らずで結婚し、結婚後数か月でパリに移住した。ヘミングウェイはパリで作家活動を行い、ハドリーは彼を通じて他のアメリカ人やイギリス人の作家たちと知り合った。
1925年、ハドリーはヘミングウェイがポーリン・ファイファーと不倫していることを知った。ファイファーはハドリーの親友で、ヘミングウェイ夫妻と一緒に暮らし、旅行もしていた。1927年にヘミングウェイと離婚し、1933年にパリで出会ったジャーナリストのポール・スコット・モウラーと2度目の結婚をした。

## 若年期
エリザベス・ハドリー・リチャードソンは、1891年11月9日にミズーリ州セントルイスで5人兄弟の末っ子として生まれた。母のフローレンス・ワイマン・リチャードソンは声楽家であり、父のジェームズ・リチャードソン・ジュニアは小さな製薬会社に勤務していた。子供の頃、2階の窓から転落し、1年間寝たきりになった。この事故の後、母は過保護になり、ハドリーに水泳などの一切の運動をさせなかった。父は1903年に経済的な問題から自殺した。
10代の頃、ハドリーはひどく内気で引っ込み思案になった。ブリンマー大学に入学したが、母親が「肉体的にも精神的にも繊細すぎる」と判断し、大学を退学した。その年の初めに姉のドロテアがアパートの火事で亡くなったことも、ハドリーが退学を決める一因になったかもしれない。
ヘミングウェイ研究者のジェイミー・バーロウは、ハドリーは、20世紀初頭の「新しい女」(New Woman)とは対照的な「真の女」(True Woman)を代表するものであると考えている。「真の女」とは、「感情的で、依存的で、優しい、真の追従者」である。
大学を退学したハドリーは、母や姉が彼女の健康を心配していたこともあり、体を動かすことも社会生活を送ることもできない生活を送っていた。その年の夏に、大学の友人のもとを訪れることを母から許可された。友人の家に滞在中、テニスを楽しんだり、マックスフィールド・パリッシュと知り合ったりしたが、母がハドリーの体調を心配してすぐに家に引き戻した。母が家に引きこもり、スピリチュアリズムに傾倒する中、ハドリーはピアニストとしてのキャリアを積もうとしていたが、自分には才能がないと音楽を放棄してしまった。母がブライト病を発症した際には、ハドリーは母が亡くなるまで看病した。

## アーネスト・ヘミングウェイ

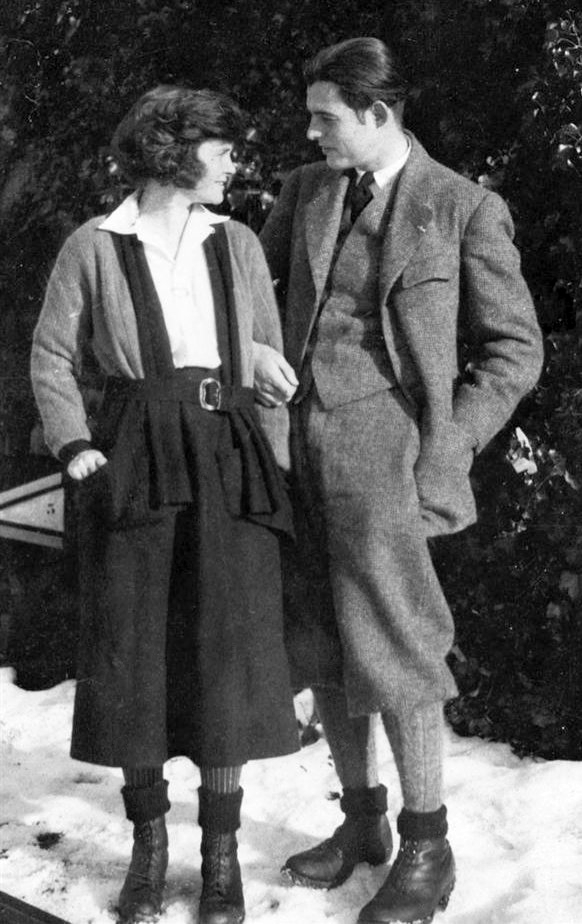
ハドリーとアーネスト（1922年、スイスにて）

母の死後間もない1920年12月、ハドリーはシカゴに住んでいた大学時代のルームメイトのケイト・スミス（後のジョン・ドス・パソスの妻）を訪ね、彼女を通じて、スミスの弟と同居し、協同連邦党の機関紙の副編集長として雇われていたヘミングウェイと知り合った。ハドリーがセントルイスに帰った後、ハドリーに夢中になっていたヘミングウェイは、「彼女は私が結婚することになる女性だと思った」と書いている。ハドリーはヘミングウェイより8歳年上で、「養育本能」を持っていたという。"The Hemingway Women"の著者のバーニス・カートは、ヘミングウェイが第一次世界大戦で負傷して療養中に出会い、恋に落ちた女性であるアグネス・フォン・クロウスキーをハドリーは「連想させる」と主張しているが、ヘミングウェイはハドリーの中に、アグネスにはない子供っぽさを見ていた。
1921年の冬、ハドリーは音楽を再開し、屋外活動に没頭した。その間、ハドリーとヘミングウェイは文通をしていた。ハドリーが年齢差に不安を感じていると、ヘミングウェイは「何の違いもないと訴えた」という。
1921年3月、ヘミングウェイはセントルイスのハドリーの家を訪ね、その2週間後にはハドリーがシカゴのヘミングウェイの家を訪ねた。その後、5月にヘミングウェイがセントルイスを訪れるまで、2人は2か月間会わなかった。手紙のやり取りの中で、ハドリーはヘミングウェイの誕生日にコロナ社のタイプライターを買うことを約束した。6月には、ヘミングウェイの友人やハドリーの姉の反対にもかかわらず、ハドリーは婚約を発表した。ハドリーはヘミングウェイの才能を信じ、「自分は彼にふさわしい」と信じていた。
2人は1921年9月3日にミシガン州ベイ・タウンシップで結婚し、新婚旅行としてウォルーン・レイクにあるヘミングウェイが所有するコテージで過ごした。この間は荒天続きで、2人とも風邪を引いた。新婚旅行を終えてシカゴに戻った2人は、ノース・ディアボーン通りの小さなアパートに住んだ。
ハドリーの叔父の死によって得られた遺産により、夫妻は経済的に自立した。当初、2人はローマへ移り住むつもりだったが、シャーウッド・アンダーソンに説得され、代わりにパリに住むことにした。アンダーソンの「パリに住めばいい」というアドバイスにハドリーは興味を持ち、その2か月後にヘミングウェイが『トロント・スター』紙の外国特派員に採用されると、夫妻はパリに向かった。
ヘミングウェイとハドリーの結婚について、ヘミングウェイの伝記作家ジェフリー・マイヤーズは「ヘミングウェイはハドリーと一緒になることで、アグネスに望んだことを全て実現した。それは、美しい女性との愛、ゆとりのある収入、ヨーロッパでの生活である」と主張している。

### パリ
パリでは、夫妻はカルチエ・ラタンにある小さなアパートに住んでいた。その年の冬には、アメリカ人駐在員のシルヴィア・ビーチが経営する貸本屋「シェイクスピア・アンド・カンパニー書店」を見つけた。ビーチがジェイムズ・ジョイスの『ユリシーズ』を出版していたため、ハドリーはお気に入りだったジョイスの作品を買いに行った。1922年3月には、この書店でヘミングウェイ夫妻とジョイスが初めて会った 。

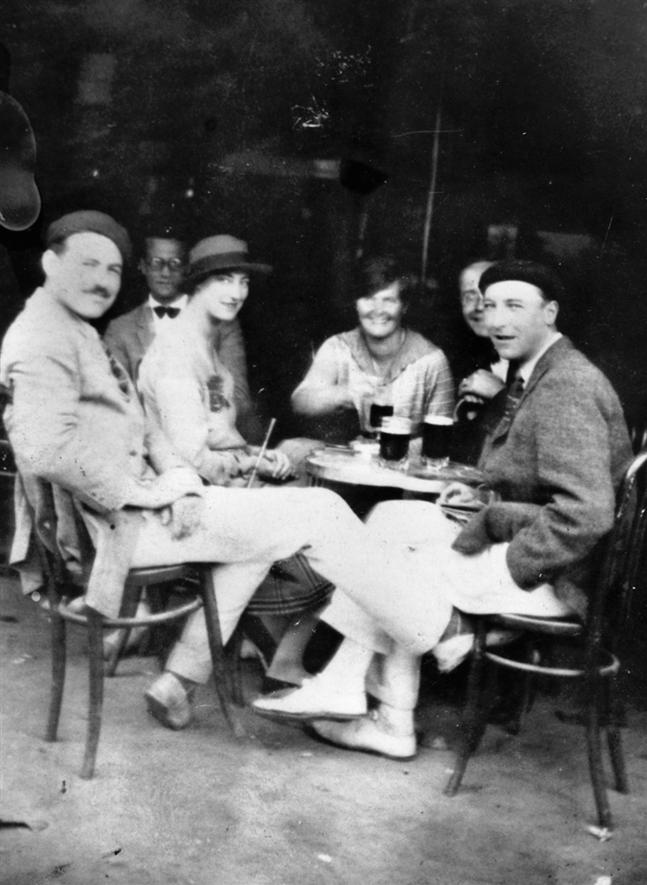
1925年7月、スペイン・パンプローナにて。左からアーネスト・ヘミングウェイ、ハロルド・ローブ、ダフ・ツイスデン（着帽している人物）、ハドリー・リチャードソン・ヘミングウェイ、ドナルド・オグデン・スチュワート（見切れている人物）、パット・ガスリー

アンダーソンの紹介によって、ヘミングウェイはエズラ・パウンドと出会った。パウンドは2人をお茶に誘い、ガートルード・スタインのサロンに招いた。スタインは若い夫婦のアパートを訪ねてきた。ヘミングウェイとスタインの関係は、ヘミングウェイが有名になってからは敵対関係になった（『ヘミングウェイのボート』ポール・ヘンドリクソン（2011年）、『ヘミングウェイ』ケネス・リン（1987年）参照）。その年の春、ハドリーとヘミングウェイはイタリアを旅行し、夏にはドイツにも行った。1922年12月、ハドリーは和平会議を取材していたヘミングウェイに会うため、単身ジュネーブに向かった。その際、ハドリーはリヨン駅で列車を待っている間に、ヘミングウェイの原稿が入ったスーツケースを紛失してしまった。ヘミングウェイは、自分の作品を失ったショックと怒りでハドリーを責めた。
数か月後、ハドリーの妊娠が判明し、出産のためにトロントに移ることを決めた。その前に、夫妻は初めてパンプローナへサン・フェルミン祭の闘牛と牛追いを見に行った。1923年10月10日、トロントで息子のジョン・ハドリー・ニカノール・ヘミングウェイが誕生した。名前は、母親のハドリーと、その前年の夏にヘミングウェイを感動させたスペインの若きマタドール、ニカノール・ビラルタにちなんでつけられた。ハドリーの出産の時、ヘミングウェイは仕事でニューヨークに派遣されており、妻が陣痛を迎えたという知らせを聞いて列車で帰ってきたが、出産には間に合わなかった。ハドリーは赤ん坊をバンビー(Bumby)と呼んだ。
トロントでは、一家はバサースト通りの小さなアパートに住んでいた。ハドリーは、『トロント・スター』紙が夫に与えた仕事を「ばかげている」(absurd)と言っていた。ヘミングウェイはトロントを退屈だと考え、トロントでのジャーナリストとしての生活よりも、パリに戻って作家の生活をしたいと考えていた。子供が生まれて1年も経たないうちに2人はパリに戻り、1924年1月にノートルダム・デ・シャン通りにある新しいアパートに引っ越した。ハドリーは、家事や子供の世話を手伝ってくれる女性を雇い、乳母車を借りてリュクサンブール公園に散歩に出かけた。バンビーの洗礼式は3月に聖ルカ・エピスコパル教会で行われ、エリック・ドーマン＝スミスとガートルード・スタインが代父母を務めた。ヘミングウェイはエズラ・パウンドとフォード・マドックス・フォードが創刊したモダニズムの小誌『トランスアトランティック・レビュー』の編集者として働き始めた。6月には、バンビーをパリに残してハドリーとヘミングウェイは再びパンプローナに行き、その年の冬には初めてオーストリアに行き、シュルンスで休暇を過ごした。
カナダからパリに戻った後、ヘミングウェイはファイファー姉妹と出会った。1925年6月、ヘミングウェイとハドリーは、3年目となる恒例のパンプローナ訪問のためにパリを出発したが、その際、ポーリン・ファイファーを含むアメリカ人やイギリス人の駐在員たちが同行した。ヘミングウェイの出世作『日はまた昇る』は、この旅行がきっかけとなって誕生したものである。祭の直後から執筆を始め、9月に完成した。11月、ヘミングウェイはハドリーへの誕生日プレゼントとして、ジョアン・ミロの絵画『農園』を購入した。

### 離婚
ヘミングウェイが『日はまた昇る』の執筆と修正を行っている間に、ハドリーとの結婚生活は崩壊した。しかし、ヘミングウェイはこの作品をハドリーと息子のジョンに献呈した。その年のクリスマスにはシュルンスに行ったが、その際にはポーリン・ファイファーも同行していた。ヘミングウェイはファイファーと一緒にパリに戻り、ハドリーはバンビーとともにオーストリアに留まった。ハドリーがオーストリアにいる間に、ヘミングウェイはニューヨークに出航し、3月にパリに戻った。1926年の春にはハドリーはヘミングウェイとポーリンの不倫関係に気づいていたが、7月にはヘミングウェイ、ハドリー、ポーリンの3人でパンプローナに滞在した。パリに戻ったハドリーはヘミングウェイとの離婚を決意し、秋になって正式に離婚を申し出た。11月には財産分与が完了し、ハドリーはヘミングウェイから『日はまた昇る』の印税の申し出を受けた。ハドリーとヘミングウェイは1927年1月に離婚し、ヘミングウェイは同年5月にポーリン・ファイファーと結婚した。
ヘミングウェイの死から3年後の1964年になって出版されたヘミングウェイの回想録『移動祝祭日』には、ヘミングウェイとハドリーの結婚生活が描かれている。

## ポール・スコット・モウラー
ハドリーは1934年までフランスに滞在した。
ハドリーのパリでの友人の中に、『シカゴ・デイリー・ニュース』紙の海外特派員のポール・スコット・モウラーがいた。モウラーとは、ハドリーの離婚が成立して間もない1927年の春に出会った。モウラーはジャーナリスト、政治家として活躍し、1929年にはピューリッツァー賞を受賞した。2人が出会ってから5年後、1933年7月3日にハドリーとモウラーはロンドンで結婚した。モウラーは妻の連れ子のバンビーとも良好な関係を築いた。結婚後間もなくアメリカに戻り、シカゴ郊外のイリノイ州レイク・ブラフに移り 、第二次世界大戦中はそこで暮らした。ハドリーは『日はまた昇る』の印税を受け取り続け、その中には1957年の映画の印税も含まれていた。

## 晩年と死去
ヘミングウェイとの離婚後のハドリーは、脚光を浴びることもなくなった。離婚後、ハドリーとヘミングウェイとは2回しか会っていないと言われている。1回目はモウラーと一緒にワイオミング州で休暇を過ごしているときに偶然逢ったものであり、A・E・ホッチナーによれば、パリでたまたま逢って短時間で別れたのが最後だったという。
ハドリーは1979年1月22日にフロリダ州レイクランドで87歳で死去した。遺体は、ニューハンプシャー州タムワースのチョコルア墓地に埋葬されている。
1992年、ジョイア・ディリベルトによるハドリー・リチャードソンの伝記『ハドリー』が出版された。この本は、ハドリーとの会話の録音を著者が独自に入手するなど、広範な調査に基づいて書かれたものである。2011年に "Paris Without End: The True Story of Hemingway's First Wife"（終わりのないパリ: ヘミングウェイの最初の妻の真実の物語）として復刊された。
2011年には、ハドリー・リチャードソンとヘミングウェイの関係の全てをハドリーが語るという形で書かれたポーラ・マクレインの小説"The Paris Wife: A Novel"（日本語訳題『ヘミングウェイの妻』）が出版された。これはフィクションではあるが、その内容は既知の事実に忠実なものである。

### 情報源
- Baker, Carlos (1969). Ernest Hemingway: A Life Story. New York: Charles Scribner's Sons. ISBN 0-02-001690-5
- Baker, Carlos (1972). Hemingway: The Writer as Artist (4th ed.). Princeton University Press. ISBN 0-691-01305-5
- Barlowe, Jamie (2000). “Hemingway's Gender Training”. In Wagner-Martin, Linda. A Historical Guide to Ernest Hemingway. Oxford University Press. ISBN 0-19-512151-1
- Kert, Bernice (1983). The Hemingway Women (1999 ed.). Norton. ISBN 0-393-31835-4
- McLain, Paula (2011). The Paris Wife: A Novel. Ballantine Books. ISBN 978-0-345-52130-9
- Mellow, James R. (1992). Hemingway: A Life Without Consequences. New York: Houghton Mifflin. ISBN 0-395-37777-3
- Mellow, James R. (1991). Charmed Circle: Gertrude Stein and Company. New York: Houghton Mifflin. ISBN 0-395-47982-7
- Meyers, Jeffrey (1985). Hemingway: A Biography. London: Macmillan. ISBN 0-333-42126-4
- Oliver, Charles M. (1999). Ernest Hemingway A to Z: The Essential Reference to the Life and Work. New York: Checkmark. ISBN 0-8160-3467-2
- Reynolds, Michael S. (2000). Hemingway: The Final Years. New York: Norton. ISBN 0-393-31778-1
- Spilka, Mark (1984). “Victorian Keys to the Early Hemingway: Captain Marryat”. Novel: A Forum on Fiction (Duke University Press) 17 (2):  116–140. doi:10.2307/1345014. JSTOR 1345014.
- Workman, Brooke (1983). “Twenty-Nine Things I Know about Bumby Hemingway”. The English Journal 72 (2):  24–26. doi:10.2307/816722. JSTOR 816722.